# Majid Kavousifar
Majid Kavousifar (en persa مجید کاووسیفر; c. 1979 - 2 de agosto de 2007) fue un iraní quien junto con su sobrino Hossein Kavousifar, asesinaron al juez Hassan Moghaddas en agosto de 2005, para después ser ejecutados juntos públicamente en la horca dos años después. 

## Asesinato y huida
El 2 de agosto de 2005 Majid y su sobrino Hossein Kavousifar, de 24 años de edad, asesinaron al juez Hassan Moghaddas en la avenida Ahmad Ghasir, Teherán mientras salía del tribunal para dirigirse a su hogar. Desde una moto, le dispararon dos tiros. Después de cometer el asesinato, los Kavousifar huyeron de Irán hacia los Emiratos Árabes Unidos solicitando refugio en la embajada de Estados Unidos; después de analizar su caso la embajada los entregó al departamento de policía de los Emiratos Árabes Unidos, que los deportó a Irán.

## Juicio y ejecución

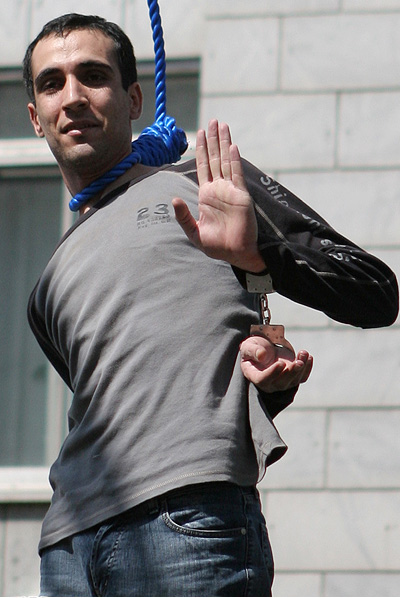
Majid saluda a la multitud momentos antes de su ejecución.

Después del arresto, el Ministerio de Inteligencia interrogó al dúo y concluyó que el crimen fue por motivos personales y no políticos. Majid confesó el asesinato del juez tras varias horas de interrogatorio.
Majid testificó ante el tribunal que asesinó al juez Moghaddas por haberle condenado erróneamente por posesión de alcohol (un delito según la sharía o ley islámica, vigente en Irán) en una ocasión anterior. El juez le condenó a recibir varios azotes, pero luego redujo su condena a una multa en efectivo. Debido a esto, Majid concluyó que el juez Moghaddas era corrupto e injusto, y decidió tomar represalias contra él.
El 14 de marzo de 2007, el Tribunal Revolucionario declaró a Majid y Hossein Kavousifar culpables de difundir la corrupción, del asesinato del juez Moghaddas y de otras dos personas, de robo a mano armada, de posesión ilegal de armas de fuego y otros delitos, y los condenó a muerte. Además, el tribunal condenó a Majid a 74 latigazos y una multa de un millón de tomans por consumo de drogas.
Majid y su sobrino, Hossein Kavousifar, fueron ahorcados en público, en el mismo sitio donde murió el juez, el 2 de agosto de 2007 al conmemorarse dos años del asesinato. Hossein Kavousifar miraba angustiadamente a su tío mientras esperaba su ejecución, pero Majid le hizo un gesto y sonrió en un intento de tranquilizarlo. Después, saludó a la multitud con sus manos esposadas.  Majid no mostró ningún remordimiento ante los oficiales de la policía iraní. Sus últimas palabras fueron "Llegué a un punto que me decidí a erradicar toda injusticia".

## En internet
Las fotos de la ejecución de Majid se volvieron virales a finales de la década de 2010, cuando circularon por las redes sociales con falsas descripciones como "un cristiano fue ejecutado en un país musulmán" o "un hacker argelino fue ejecutado por robar dinero de bancos israelíes".